# تراسي تشانغ
تراسي تشانغ (بالإنجليزية: Tracey Chang)‏ هي صحفية أمريكية، ولدت في 15 سبتمبر 1986 في بكين في الصين.